# Флаг Африканского союза
Флаг Африканского Союза — символ Африканского Союза. Был принят на 14-й сессии Ассамблеи глав государств и правительств в Аддис-Абебе 31 января 2010 года.
Флаг представляет собой прямоугольное полотнище зелёного цвета, в центре которого располагается силуэт африканского континента зелёного цвета с белым сиянием из 53 лучей, окружённый 53 золотыми пятиконечными звёздами.

## Символика флага
- Зелёный цвет символизирует африканские надежды и стремление к единству.
- Золотой цвет обозначает африканское богатство и яркое будущее.
- Белый цвет представляет чистоту желания Африки иметь подлинных друзей во всём мире.
- 53 звезды на флаге символизируют все государства — члены Африканского Союза (тем не менее Южный Судан стал 54-м участником Союза в июле 2011 года; членство Марокко восстановлено в феврале 2017 года).

Флаг Организации Африканского единства с 1970 до 2010 года

## Предыдущий флаг
Первый флаг Организации Африканского единства представлял собой прямоугольное полотнище, состоящее из пяти горизонтальных полос, верхней и нижней зелёного цвета, отделённых от центральной белой полосы двумя узкими полосами золотого цвета. В центре флага располагалась эмблема Африканского Союза. Флаг был принят в 1970 году.
Символика цветов была следующая: зелёный цвет символизировал африканские надежды и стремление к единству; золотой означал богатство Африки и светлое будущее; белый представлял чистоту устремлений Африки иметь друзей во всем мире; красный означал африканскую солидарность и кровь, пролитую для освобождения Африки.
Организация Африканского единства была преобразована в 2002 году в Африканский союз. В 2003 году был объявлен конкурс на разработку новой эмблемы и флага. Однако Ассамблея Африканского союза на Аддис-Абебской сессии 2004 года решила сохранить прежнюю символику ОАЕ. Новый флаг был разработан в 2010 году и стал более ярко символизировать идею единства за счёт большого размера силуэта Африки и звёзд, обозначающих все страны континента.